# 11 Downing Street
11 Downing Street (uneori numită doar Numărul 11) este reședința oficială a Ministrului de Finanțe britanic (care deține în mod tradițional și titlul de al Doilea Lord al Trezoreriei). Reședința, aflată pe Downing Street din Londra, a fost construită alături de reședința oficială a Prim-Ministrului, la Numărul 10, în 1682.
Primul ministru de finanțe care a locuit aici a fost Henry Petty-Fitzmaurice în 1806, dar Numărul 11 nu a devenit reședință oficială decât abia în 1828.
Din 2016, prim-miniștrii Theresa May și Boris Johnson s-au mutat de la 10 Downing Street la 11, deoarece este mult mai mare.

## Context
Numărul 11 este parte dintr-un conac convertit din cărămidă gri din era georgiană. Clădirea are vedere spre St. James's Park și Horse Guards Parade și constă—de la stânga la dreapta—de Numere 12, 11 și 10.
Numărul 11 este situat la stânga față de Numărul 10, reședința oficială a prim-ministrului (sau Primul Lord al Trezoreriei) de la începutul secolului al XIX-lea. Numărul 12, la stânga Numărului 11, este reședința oficială a liderului de grup parlamentar, dar acum este folosit pe post de birou de presă al prim-ministrului.
Ca urmare a mai multor modificări interne de-a lungul anilor, cele trei case terasate sunt de fapt un complex. Se poate trece din numărul 11 la numărul 10, prin intermediul unei uși interne de legătură, fără a ieși afară.
Casa terasată a fost una din mai multe construite de Sir George Downing între 1682 și 1684. A fost modificată c. 1723-35, i s-a refăcut fațada în c. 1766-75 de către Kenton Couse și a fost remodificată la începutul secolului al XIX-lea. Împreună cu Numărul 10, a trecut printr-o reconstrucție majoră sub îndrumarea lui Raymond Erith în 1960-64. În ciuda reconstrucției, interiorul păstrează o scară interioară deosebită. Sufrageria datează din 1825-26, creată de Sir John Sloane.

## Rezidenți recenți
Când Tony Blair a devenit prim-ministru în 1997, el a ales să locuiască la Numărul 11 în loc de Numărul 10, deoarece are o suprafață de locuit mai mare. La acea vreme, Blair locuia cu soția și mai mulți copii, în timp ce Gordon Brown, ministrul său de finanțe, era încă burlac. În 2007, când Brown a devenit prim-ministru, a ales să locuiască la numărul 11, dar s-a mutat imediat după aceea la Numărul 10. Brown era atunci căsătorit, dar avea mai puțini copii decât Blair.
După alegerile generale din 2010, noul prim-ministru David Cameron s-a mutat la numărul 11, în loc de 10, deoarece George Osborne a ales să rămână în apartamentul său din Notting Hill. La începutul lunii august 2011, Osborne s-a mutat la Numărul 10.
Prim-ministrul Boris Johnson și ministrul de finanțe Sajid Javid au continuat practica recentă de a locui în apartamentele utilizate în mod tradițional de către omologii lor.